# Monumentalkonst

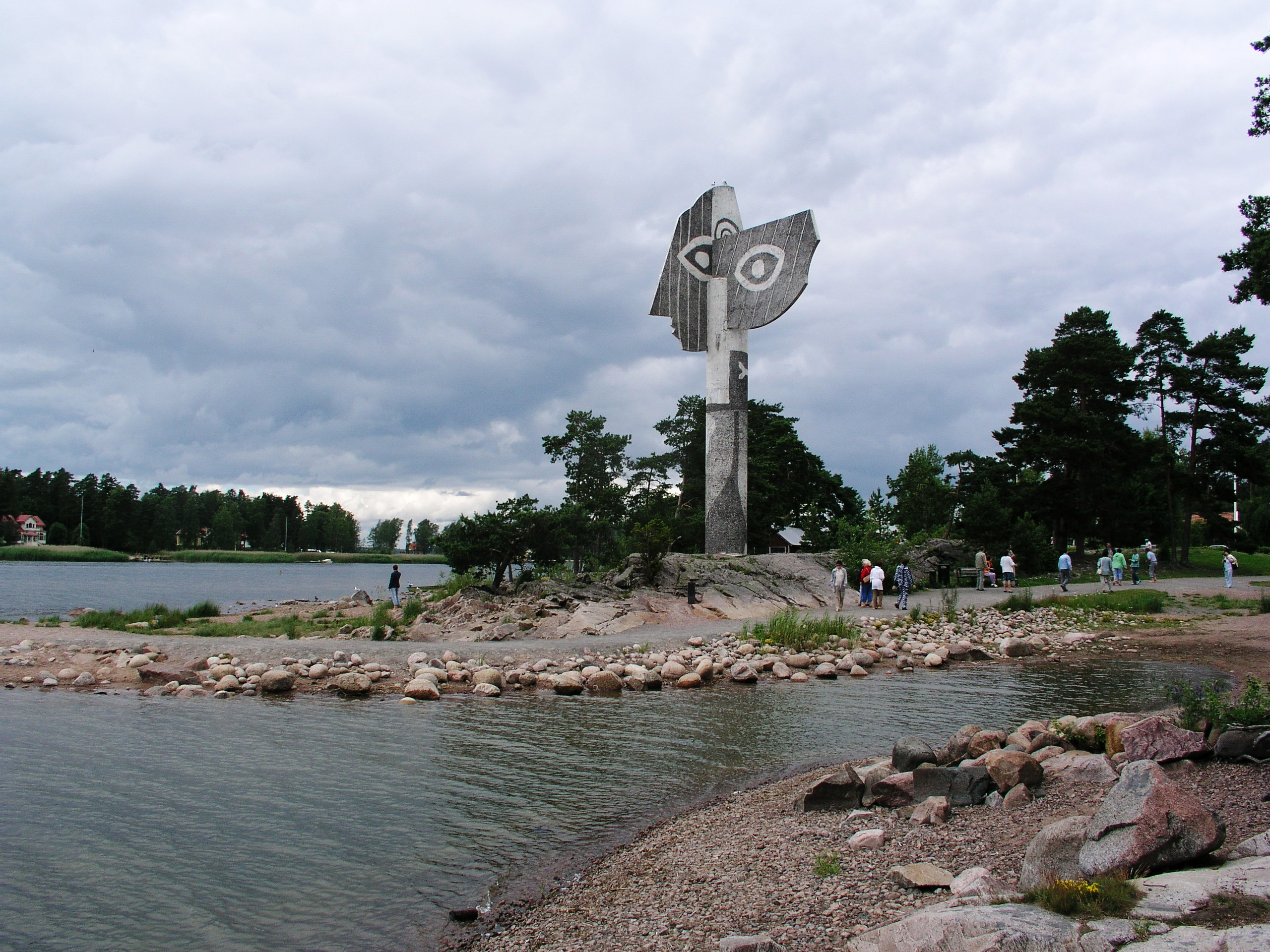
Picassoskulpturen på Strandudden i Kristinehamn, Sverige.

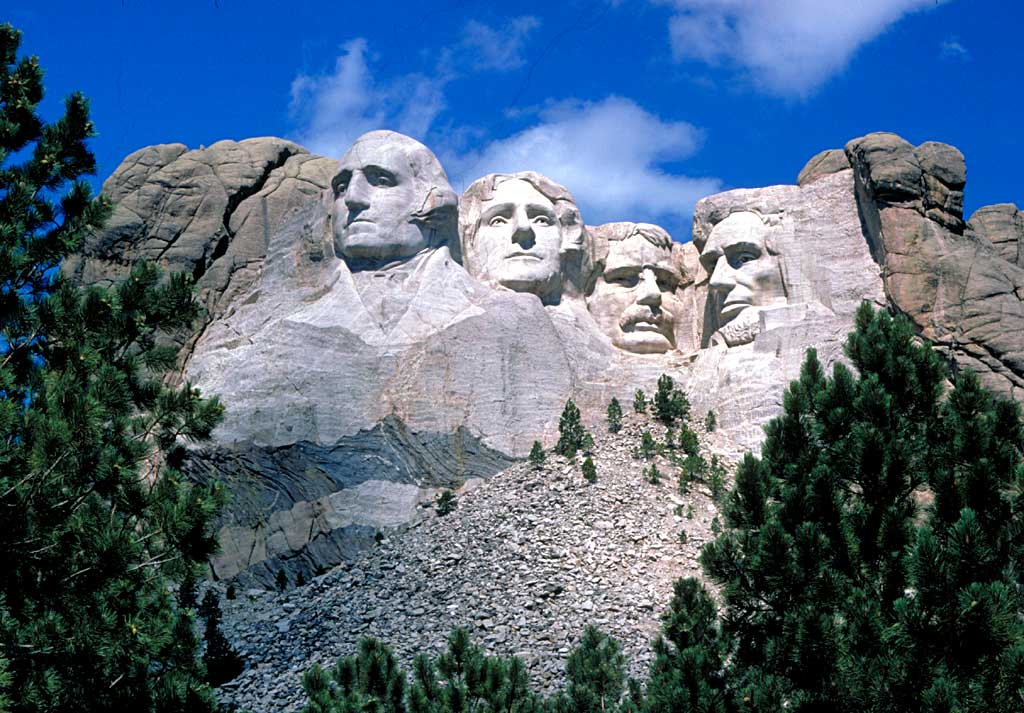
Mount Rushmore National Memorial i Keystone, South Dakota, USA.

Monumentalkonst betecknar konstverk av stort format, vanligtvis i offentlig miljö som minnesmärken, byggnader och väggmålningar.
Monumentalkonst förekommer både som fristående konstverk och som byggnadsknuten bildgestaltning, i form av måleri och skulptur.
Monumentalkonst har förekommit i alla historiska epoker, ofta för att uttrycka styrka och makt. Makthavare kan ha en önskan om att symbolisera egen styrka, men monumentalkonst kan också användas för att visa en gudomlig företeelses, en nations eller en samhällsinstitutions storhet.

## Exempel på monumentalkonst
- Gustav Vasas intåg i Stockholm 1523, oljemålning i Nationalmuseum i Stockholm, som är utförd mellan 1891 och 1908 av Carl Larsson, 7 X 14 meter
- Midvinterblot, oljemålning från 1915 av Carl Larsson i Nationalmuseum i Stockholm, 6,5 x 13 meter
- Nattvarden, muralmålning från omkring 1495-98 i klostret Santa Maria delle Grazie, Milano av Leonardo da Vinci, 4,6 x 8,8 meter
- Vigelandsanlegget, skulpturpark i Oslo, som anlades mellan 1924 och 1950, med drygt 200 skulpturer av Gustav Vigeland över en 850 meter lång sträcka

## Fotogalleri

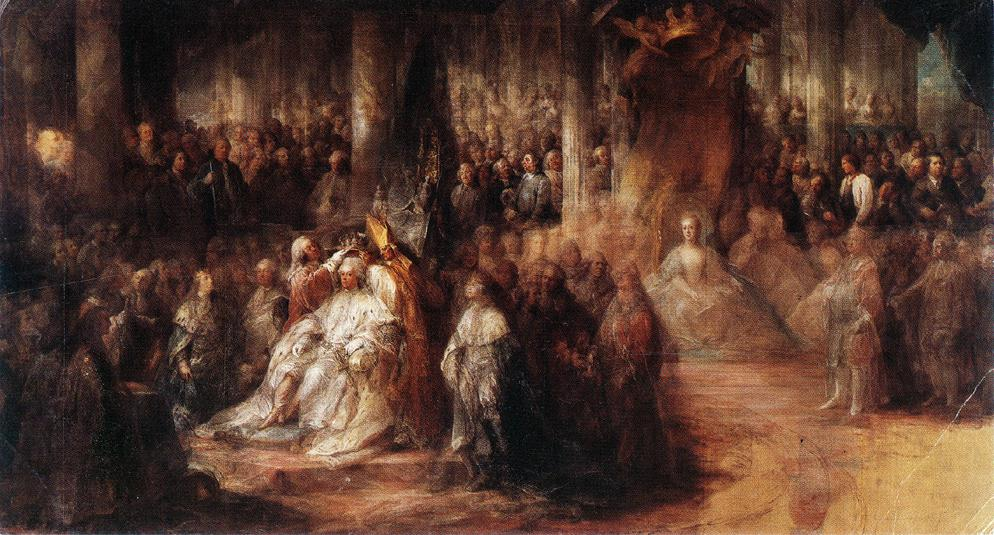
Gustav III:s kröning i Storkyrkan i Stockholm 1792, av Carl Gustav Pilo, 2,93 x 5,31 meter
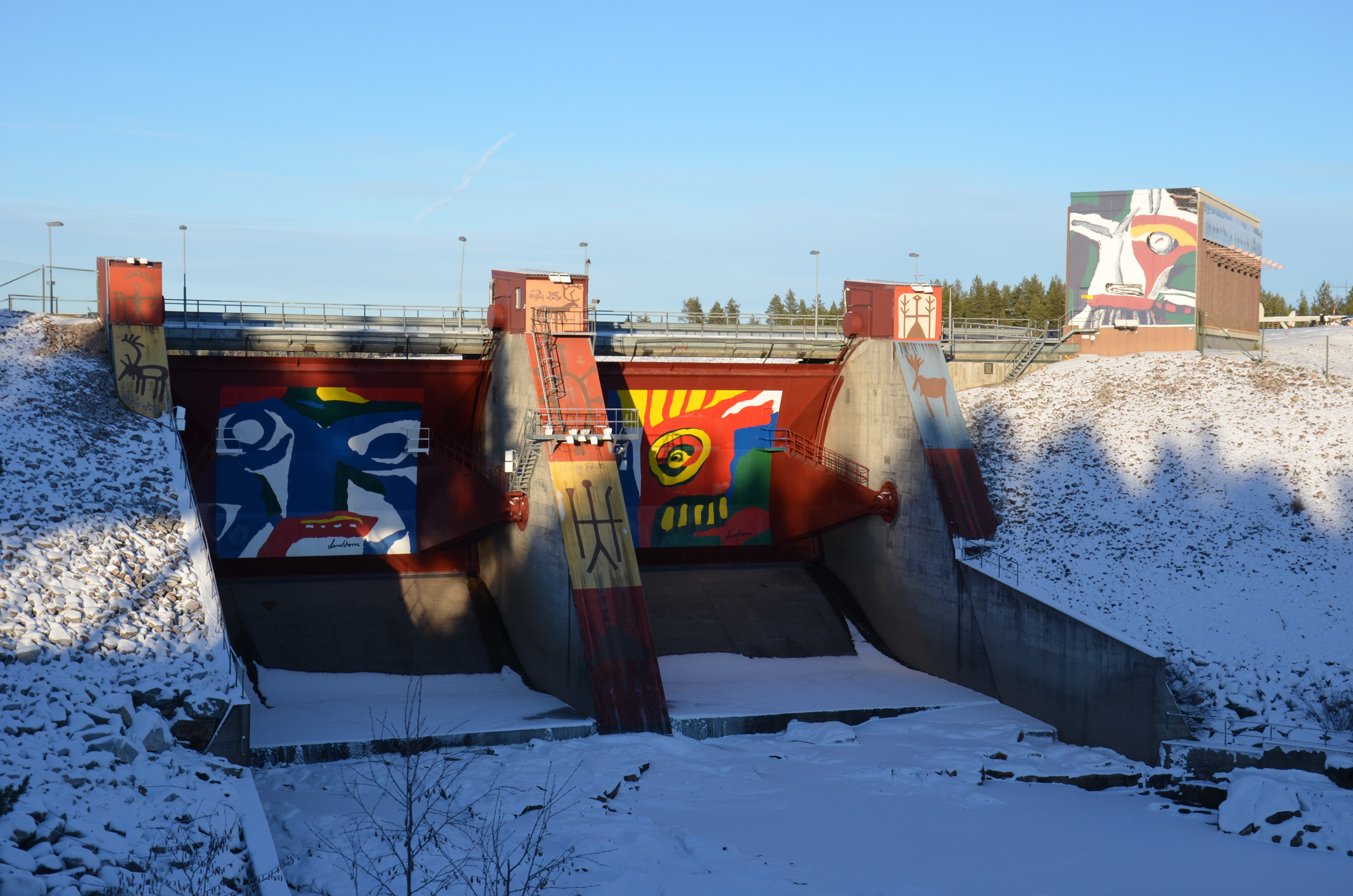
Raiden västerut av Lars Pirak och Bengt Lindström på utskovsluckorna till Akkats kraftverk utanför Jokkmokk, omkring 1973
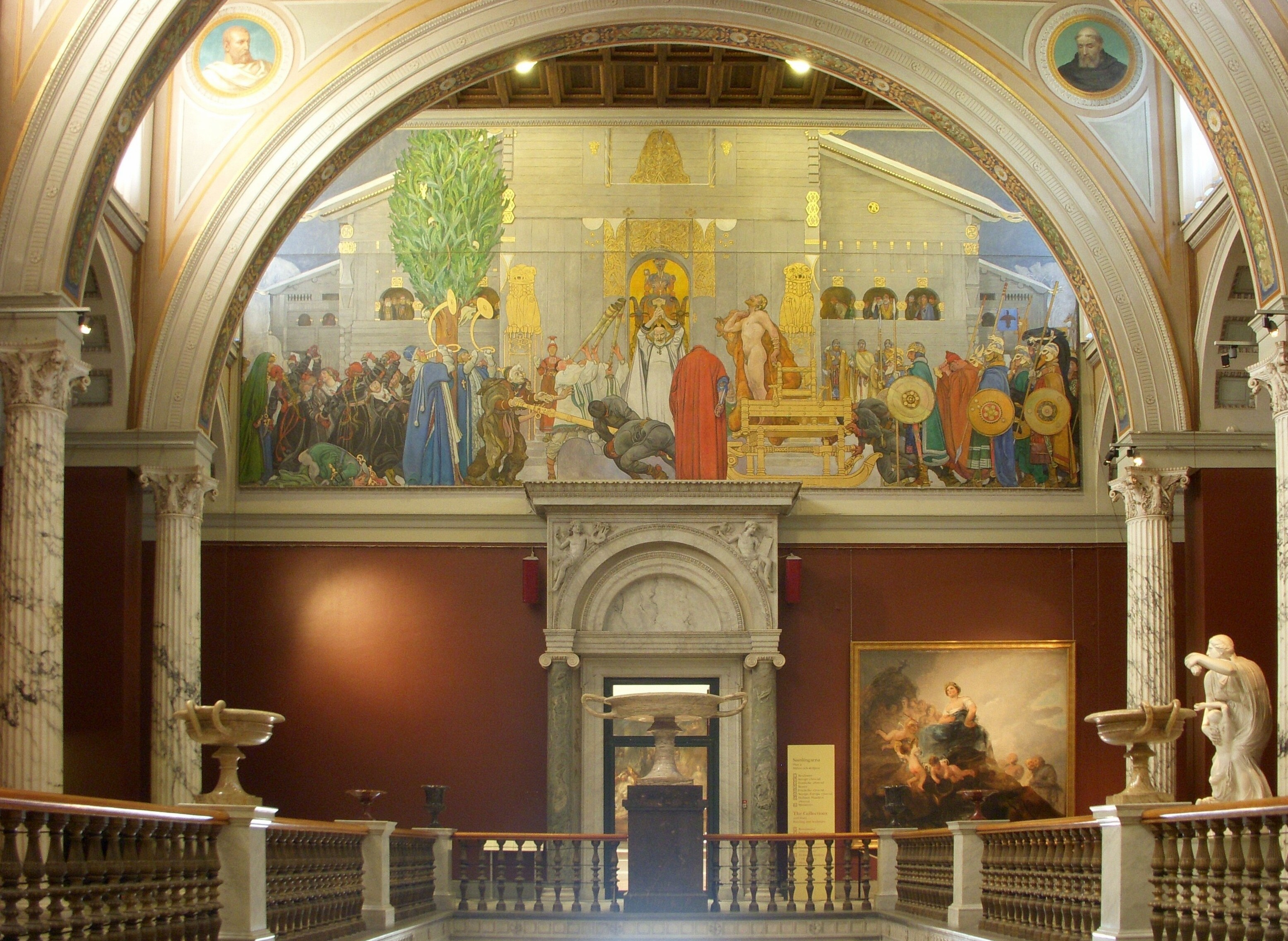
Midvinterblot av Carl Larsson
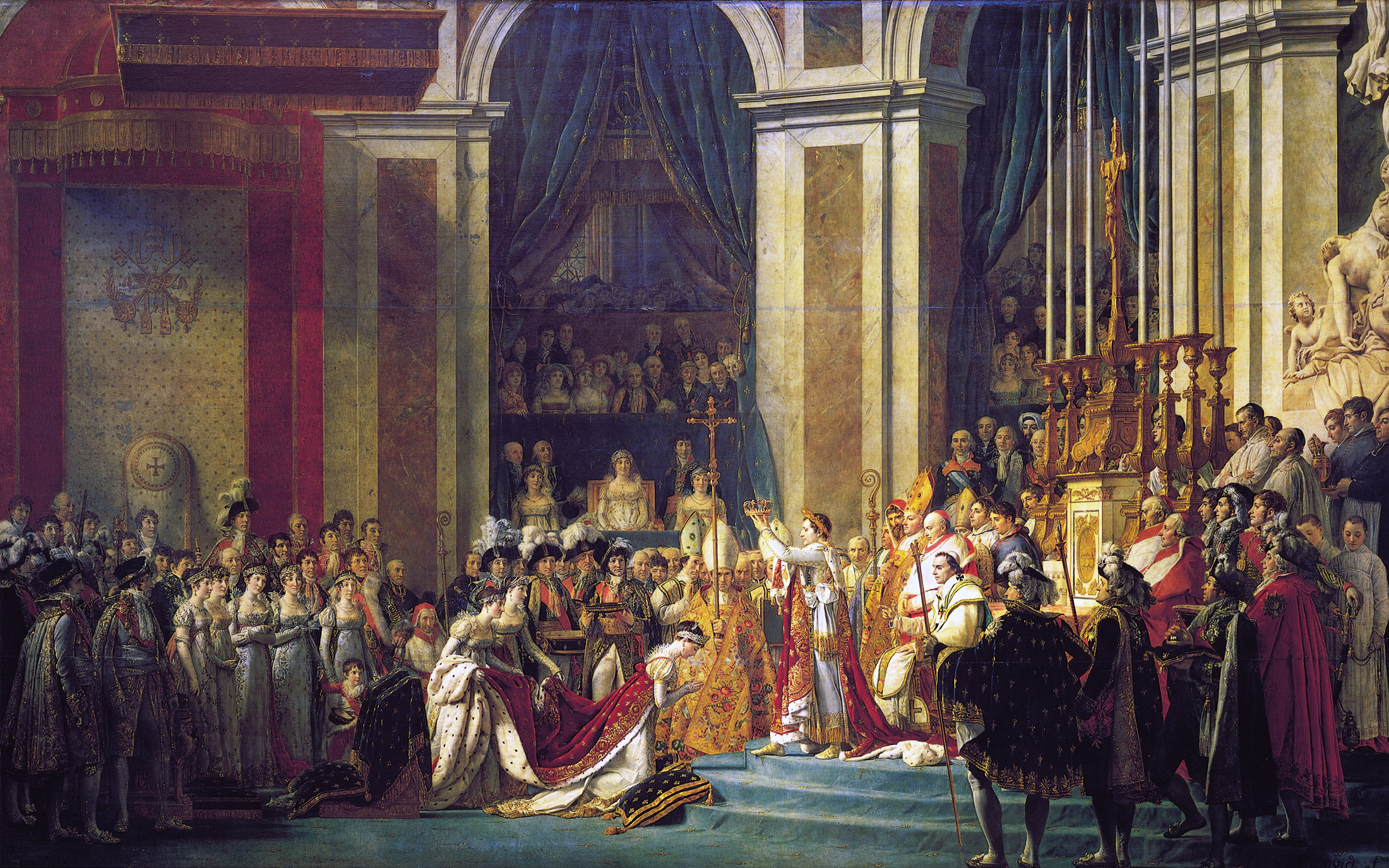
Napoleons kröning av Jacques-Louis David från 1805-08 i Louvren, 6,1 x 9,3 meter
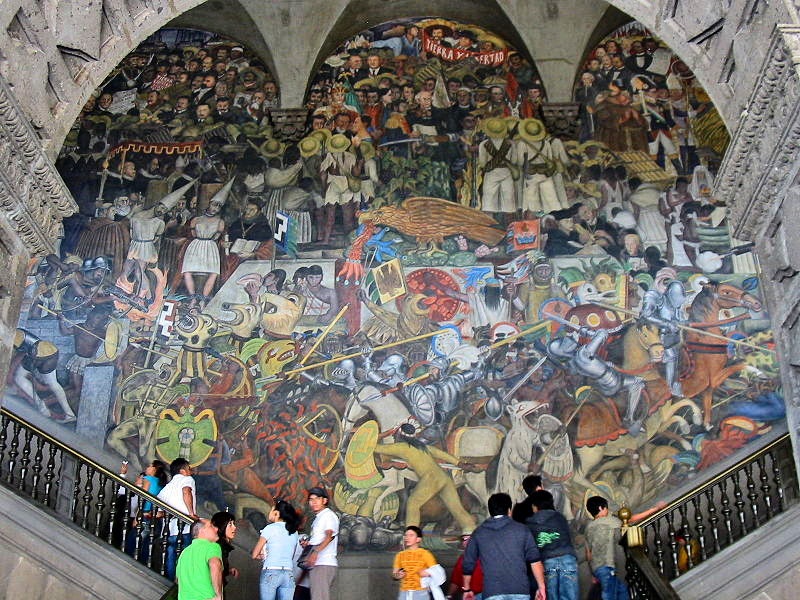
Väggmålning, en av flera i Nationalpalatset i Mexico City, som utfördes av Diego Rivera mellan 1929 och 1951
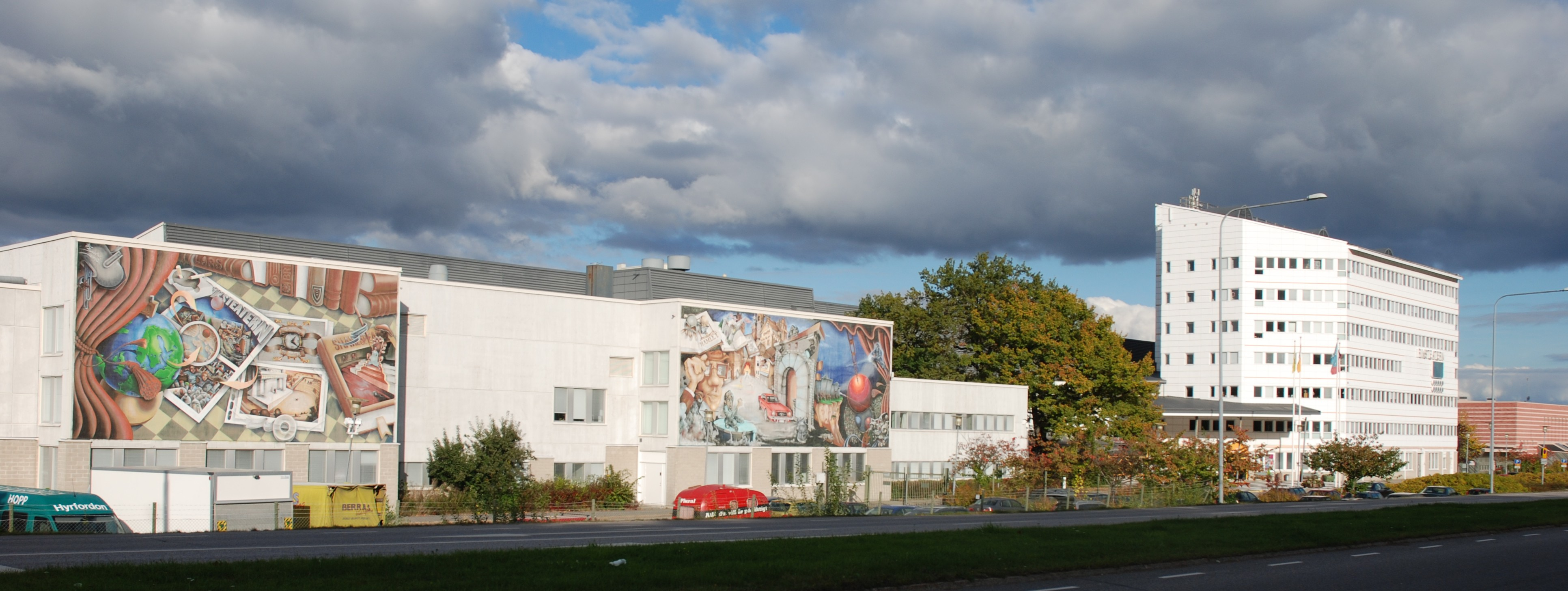
Riksteaterhuset i Hallunda utanför Stockholm, med målningar av Lennart Mörk
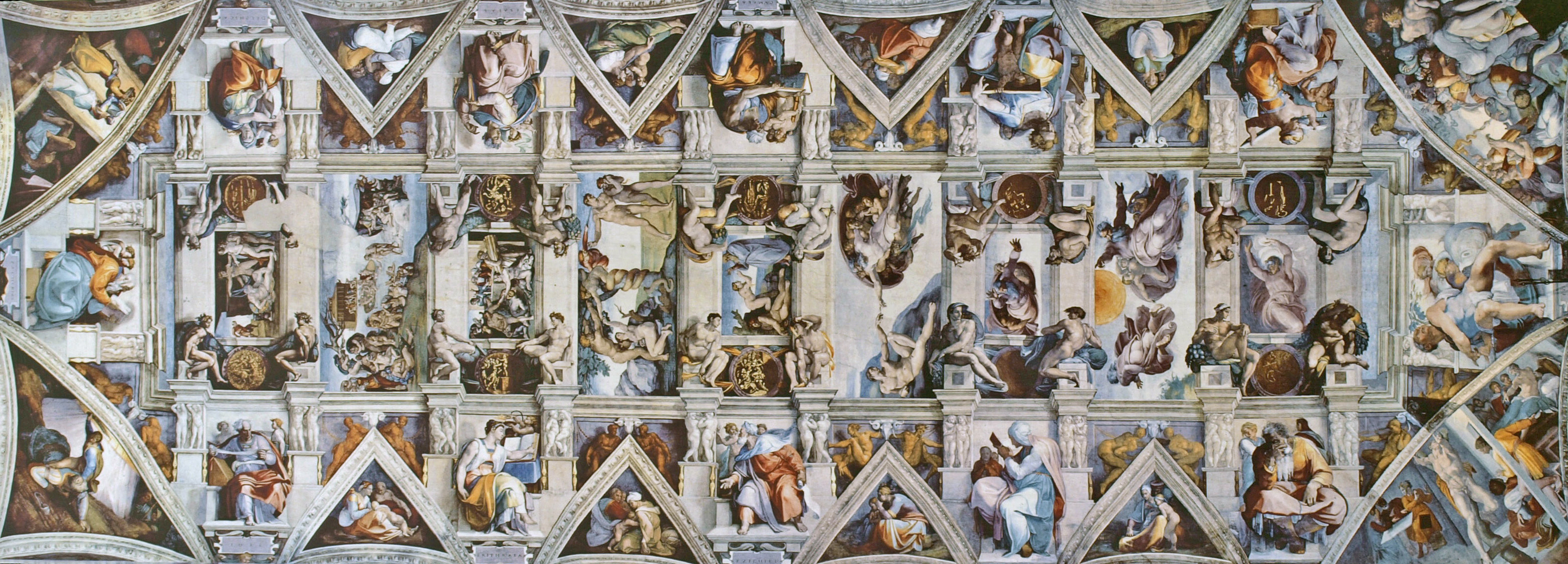
Innertaket i Sixtinska kapellet i Rom, över ett rum som är 40,5 X 14 meter, målat 1508-12 av Michelangelo Buonarroti
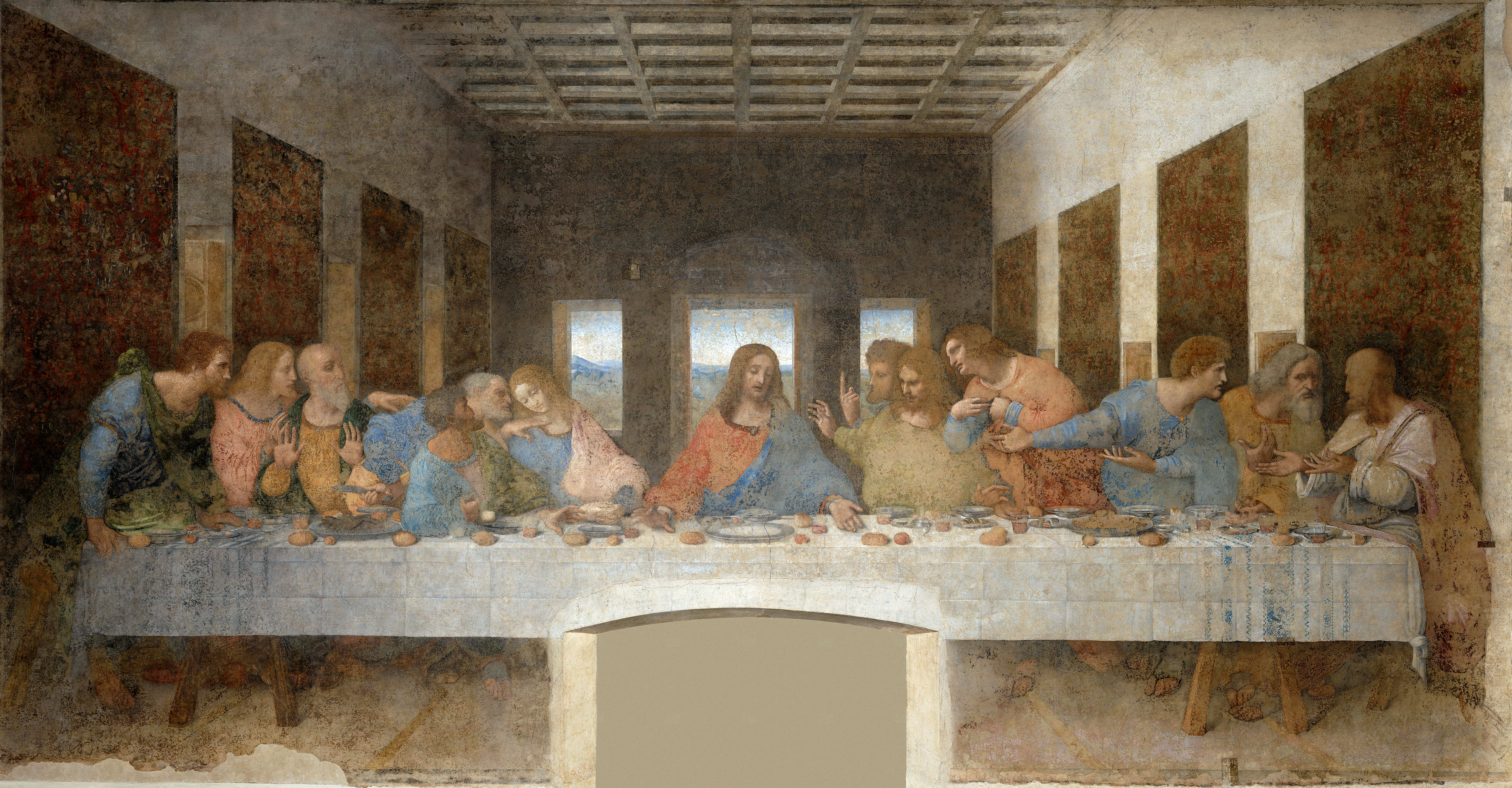
Nattvarden av Leonardo da Vinci